# Estação Taguatinga Sul
A Estação Taguatinga Sul é uma das estações do Metrô do Distrito Federal, situada em Taguatinga, entre a Estação Águas Claras e a Estação Furnas. Administrada pela Companhia do Metropolitano do Distrito Federal, faz parte da Linha Laranja.
Foi inaugurada em 17 de agosto de 1998. Localiza-se no Setor D Sul QSD 55. Atende a região administrativa de Taguatinga.